# The House on Chelouche Street
The House on Chelouche Street (Ha-Bayit Berechov Chelouche) è un film del 1973 diretto da Moshé Mizrahi. Fu candidato all'Oscar al miglior film straniero.

## Trama
Il film racconta la storia di una famiglia sefardita di immigrati ebrei egiziani di Alessandria che nel 1947 si stabilisce  a Tel Aviv. La famiglia è composta da Clara, una vedova di 33 anni (interpretata da Gila Almagor) e dai suoi quattro figli. Vivono in un quartiere popolare circondato dalla loro famiglia allargata, tra cui la madre di Clara, Mazal, lo zio di Clara, Rafael, e Sultana, sua moglie. La trama è incentrata sul primogenito, Sami, sulla sua evoluzione da timido quindicenne a lavoratore e attivista nell '"Irgun" (un movimento di resistenza che ha agito principalmente contro le forze militari britanniche) e il romantico attaccamento che sviluppa con un bibliotecario immigrato russo di 25 anni (Michal Bat-Adam, ora direttore). Oltre a ciò, Clara lotta con la pressione sociale per prendere un marito e i suoi sentimenti complessi a questo riguardo, complicati da un altro egiziano sefardita, interpretato da Yosef Shiloach, che prova forti sentimenti per lei. Il film è una descrizione vivida e molto credibile della vita delle famiglie immigrate sefardite alla vigilia della dichiarazione dello stato di Israele, nonché della crescente violenza tra le forze britanniche e la popolazione locale, nonché della violenza dei palestinesi di origine araba nei confronti degli ebrei.

## Riconoscimenti
- Premi Oscar
  - Candidatura all'Oscar al miglior film straniero